# Gorst (település)
Gorst az Amerikai Egyesült Államok északnyugati részén, Washington állam Kitsap megyéjében elhelyezkedő statisztikai település. A 2010. évi népszámlálási adatok alapján 592 lakosa van.
A település névadója az 1890-es években itt letelepedő Gorst család.

## Nevezetes személyek
- Asahel Curtis és Edward S. Curtis, fotósok
- Vern C. Gorst, a United Airlines „nagyapja”

## Fordítás
Ez a szócikk részben vagy egészben  a   Gorst, Washington című angol Wikipédia-szócikk ezen változatának fordításán alapul.  Az eredeti cikk szerkesztőit annak laptörténete sorolja fel. Ez a jelzés csupán a megfogalmazás eredetét és a szerzői jogokat jelzi, nem szolgál a cikkben szereplő információk forrásmegjelöléseként.